# Zamalek
Ne doit pas être confondu avec Zamalek Sporting Club (handball).
Zamalek, en arabe الزمالك, az-Zamālik, est un quartier du Caire situé dans la partie nord de l'Île de Gezira. 
L'île fluviale de Gezira, dans le Nil, longue de 3,9 km, est divisée en deux quartiers de part et d'autre de la rue du 26 juillet : au nord, Zamalek, et au sud, le quartier de Gezira. L'île est reliée au reste de la capitale par trois ponts, dont le Pont Qasr al-Nil et le Pont du 6 Octobre. 
Le nom Zamalec est un terme albanais, le lieu ayant été à l'origine un campement de soldats albanais au service de Méhémet Ali. Il désigne les huttes de roseau que ces soldats avaient construites pour dormir.
Zamalek est devenu ensuite un quartier résidentiel, particulièrement prisé par les résidents étrangers au Caire. Il compte de nombreuses villas, des consulats et des ambassades, des immeubles de style Art déco, des galeries de peinture, des musées, notamment le Musée de la céramique islamique (Museum of Islamic Ceramics (en)) ainsi que deux lieux de manifestations artistiques, l'Opéra du Caire, le Musée d'art moderne égyptien et le El Sawy Culture Wheel (en).
De nombreuses personnalités y ont habité, comme l'écrivain Edmond Jabès dans les années 1930-1950, ainsi que la poétesse Joyce Mansour ou le militant communiste Henri Curiel qui a offert sa villa familiale à l'État algérien, devenue le siège de l'ambassade d'Algérie en Égypte.

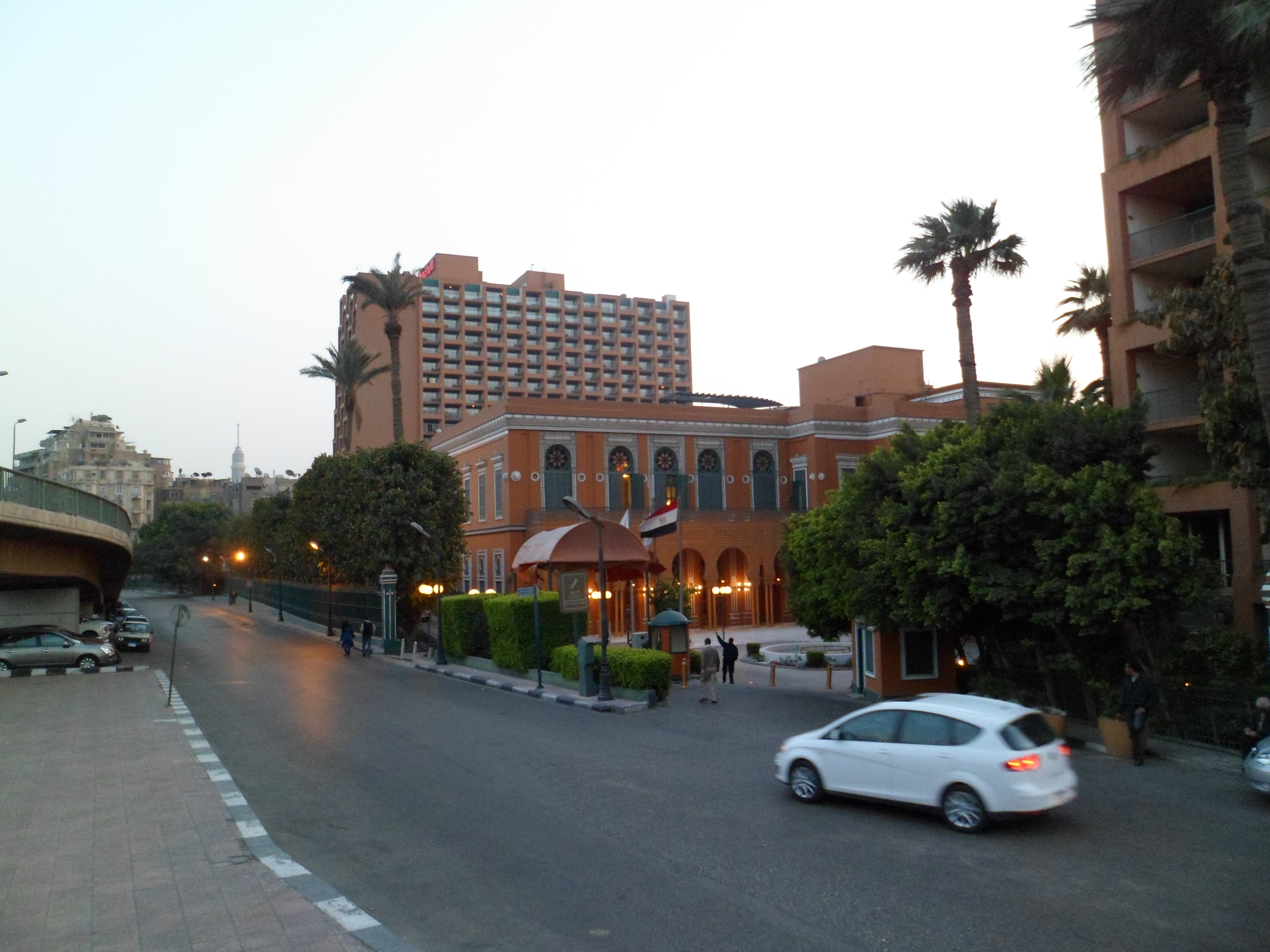
Une rue de Zamalek.